# 十津川警部の事件簿
『西村京太郎サスペンス 十津川警部の事件簿』（にしむらきょうたろうサスペンス とつがわけいぶのじけんぼ）は、2020年からテレビ東京「月曜プレミア8」で放送された刑事ドラマシリーズ。主演は船越英一郎。

## キャスト

### 警視庁捜査一課 十津川班
十津川省三
演 - 船越英一郎
班長。階級は警部。
常に冷静で落ち着いているが、卑劣な犯人には怒りを見せたり、犯人逮捕のためには思い切った行動を取ることも。
西本明
演 - 笠松将（第1作 - 第3作）
十津川班に配属されたばかりの新人刑事。階級は巡査。亀井からは当初「新人」と呼ばれていた（第1作）。
第3作ではアメリカにてFBIの研修中のため回想での出演。
羽村凛々子
演 - 大野いと
刑事。階級は巡査。聞き込みの際は手帳は使わず、ボイスレコーダーを使用している。十津川を父親のように尊敬している（第1作）。
及川鉄太
演 - 桐山漣（第4作）
刑事。十津川班に新加入（第4作）。
六条勝幸
演 - 大場泰正
刑事。階級は警部補。
本間良介
演 - 西沢仁太
刑事。巡査長。
亀井定男
演 - 角野卓造
嘱託刑事。階級は警部補。定年退職したが十津川に頼まれ、今も新人教育係として捜査一課に残っている（第1作）。

### その他
根来薫
演 - 山村紅葉
京都おばんざい屋「はらら」の女将。
根来竜二
演 - 山口竜央
京都おばんざい屋「はらら」の主人。薫の夫。

### ゲスト
第1作「危険な賞金」（2020年）
- 竹内鈴子（早坂と真紀子の娘） - 美山加恋（幼少期：中田華月）
- 大熊麻里絵（晋吉と佐和子の娘） - 山下リオ
- 大熊佐和子（晋吉の妻） - 山下容莉枝
- 前沢文子（玉守病院 看護師長・幸太郎の内縁の妻） - 遠野なぎこ
- 佐藤幸太郎（玉守病院 院長） - 大石吾朗
- 川崎勉（かわさきフード 店主） - 伊藤正之
- 堀越良太（堀越オート商会 専務・麻里絵の同級生） - 奥野瑛太
- 吉村秀夫（ティーサロン「小吉」店主・麻里絵の同級生） - 岩井拳士朗
- 政野武文（商社マン・麻里絵の婚約者） - 増田修一朗
- 天野一郎（真紀子の元夫） - 坂田聡
- 佐藤冴子（幸太郎の娘） - 加藤理恵
- 渡辺哲三（川崎の飲み仲間） - 横山一敏
- 花の父親 - 佐藤祐一
- 花の母親 - 片岡明日香
- 花（冒頭の誘拐された少女） - 咲音
- 玉守商店街の会長 - 國本鍾建
- 誘拐犯 - 辻本一樹
- 川崎桃枝（川崎の娘） - 真田遥奈
- 大熊晋吉（大熊商店 店主） - 虹色拓朗
- 玉守商店街の住人 - せとたけお
- 玉守病院の往診患者 - ト字たかお
- 子連れの主婦 - 金子ゆい
- 野次馬の男 - 古川康
- ジョギング男 - 鈴木祐介（スペシャルワン）
- 警視庁総合相談センターのオペレーター - 米田えん
- 早坂達也（マンション経営者） - 山田純大
- 竹内真紀子（花屋「フルール竹内」店主・佐和子の妹） - 中山忍

第2作「悪夢」（2021年）
- 音羽英祐（ネスティン販売二課 課長） - 近藤公園
- 中村健治（ネスティン販売二課 元社員） - 内田朝陽
- 橋爪恭介（闇カジノの従業員） - 弓削智久
- 赤坂透（芸術家） - 水上剣星
- 石田豊（赤坂の秘書） - 岡部尚
- 松田裕子（中村の恋人） - 安田聖愛
- 白井明日香（3人目の被害者） - 鈴木ゆうか
- 桜井里緒（2人目の被害者・看護師） - 忍野さら
- 永井美幸（1人目の被害者・女子大生） - 石崎日梨
- 検視官 - 上野なつひ
- 岩井（金融業） - 菅裕輔
- 岩永（刑事） - 外山誠二
- 小林（闇カジノの従業員） - 片岡久道
- 友部（組対四課班長） - 妹尾青洸
- 島原倫子（ネスティン 総務部長） - 遊井亮子
- 工藤洋一郎（ネスティン 社長） - 西村和彦
- 音羽夏子（英祐の妻） - 雛形あきこ

第3作「草津・殺しのトライアングル」（2023年）
- 早川悟（群馬県警草津南警察署 刑事） - 佐藤寛太
- 竹田満（HOSOIWAホールディングス 社員） - 芹澤興人
- まりあ（高級クラブ「シシリアン」ホステス・本名「河合和恵」） - 工藤美桜（中学生：今野后梨）
- 小野寺洋（無職） - 今井悠貴
- 細岩ひろみ（大学生・康成と昌子の娘・亮太郎の孫） - こもりやさくら
- 藤田（藤田自動車 社長） - 吉岡睦雄
- 細岩康成（HOSOIWAマーケティング 社長・婿養子） - 画大
- 五十嵐桂一（舞の養父） - 水野智則
- 柿沼明美（柿沼の元妻・舞の実母・病死） - 安藤聖
- 細岩昌子（康成の妻・亮太郎の娘） - 中井理恵
- 五十嵐美香（桂一の妻・舞の義母） - 三木美加子
- 係員 - 坂本直季
- 鑑識 - 遠藤かおる
- 守衛 - 真野直樹
- 刑事 - 南雲勝郎
- 五十嵐舞（中学生・5年前ひき逃げ事故死） - 宮下結衣（幼少期：有田麗未）
- 沢村（沢村茂の息子） - 中澤隆範
- 群馬県警草津南警察署 署員 - 北浦七幸
- 群馬県警草津南警察署 婦警 - 初城瑠唯
- 高級クラブ「シシリアン」ママ - 国生さゆり
- 細岩亮太郎（HOSOIWAホールディングス 会長） - 長谷川初範
- 柿沼孝弘（群馬県警草津南警察署 刑事・舞の実父） - 甲本雅裕

第4作「終着駅殺人事件」（2023年）
- 町田隆夫（清掃分別作業員・安田の大学の同級生） - 泉澤祐希
- 松木紀子（ホステス） - 岡本玲
- 安田章（ITセキュリティ会社「マザーアース」社長） - 瀬戸利樹
- 樋口まゆみ（住菱金属総務部・安田の大学の同級生） - 小島藤子
- 片岡清之（商社マン・安田の大学の同級生） - 森田甘路
- 村上陽子（化粧品会社広報部・安田の大学の同級生） - 逢沢りな
- 長尾里帆（警視庁鑑識課） - 映美くらら
- 川島史郎（カフェ経営者・安田の大学の同級生） - 野村祐希
- 町田沙月（隆夫の姉・8年前死亡） - 友利恵
- 相馬武（青森県警交通事故捜査係 刑事） - おかやまはじめ
- 住菱金属八王子工場 工場長 - 大西武志
- 岩井昌司（弁護士） - 平原テツ
- 佐藤克彰（青森県警 刑事） - 伊東孝明
- 西谷祥平（青森県警 刑事） - 山口のりとも
- 江野大輝（紀子のストーカー） - 大村わたる
- 白井佳代（紀子の親戚） - 水木薫
- 白井良平（紀子の父・8年前死亡） - 湯江タケユキ
- 宮地正（刑事） - 山口勝弘
- 三枝和美（青森商科大学 教授） - 宮崎美子

## スタッフ
- 原作 - 西村京太郎
- 脚本 - 田子明弘、大石哲也、穴吹一朗
- 監督 - 伊藤寿浩、鈴木浩介
- 音楽 - 吉川清之（第2作 - ）
- アクション監督 - 村上潤（第2作）
- プロデューサー - 濱谷晃一（テレビ東京 / 第1作 - 第3作）、木下真梨子（テレビ東京 / 第3作 - ）、清家優輝（ファイン / 第1作・第4作）、庄島智之（第3作）
- チーフデューサー - 中川順平（テレビ東京）
- 制作 - テレビ東京、BSテレビ東京、ファインエンターテイメント

## 放送日程
| 話数 | 放送日         | サブタイトル               | 原作                                               | 脚本     | 監督     |
| ---- | -------------- | -------------------------- | -------------------------------------------------- | -------- | -------- |
| 1    | 2020年05月25日 | 危険な賞金                 | 「十津川警部の事件簿『危険な賞金』」（徳間文庫）   | 田子明弘 | 伊藤寿浩 |
| 2    | 2021年11月22日 | 悪夢                       | 「十津川警部「悪夢」通勤快速の罠」（光文社文庫）   | 大石哲也 | 伊藤寿浩 |
| 3    | 2023年02月13日 | 草津・殺しのトライアングル | 「十津川警部『殺しのトライアングル』」（徳間書店） | 穴吹一朗 | 鈴木浩介 |
| 4    | 2023年10月09日 | 終着駅殺人事件             | 「十津川警部『終着駅殺人事件』」（光文社文庫）     | 大石哲也 | 鈴木浩介 |